# Carcen e Ponçon
Carcen e Ponson (en francès Carcen-Ponson) és un municipi francès situat al departament de les Landes i a la regió de la Nova Aquitània.

## Demografia
| 1962                                       | 1968 | 1975 | 1982 | 1990 | 1999 | 2007 |
| ------------------------------------------ | ---- | ---- | ---- | ---- | ---- | ---- |
| 560                                        | 566  | 538  | 556  | 600  | 564  | 591  |
| Des de 1962: població sense dobles comptes |      |      |      |      |      |      |

## Administració
| Període   | Identitat       | Partit |
| --------- | --------------- | ------ |
| 1989-2001 | Bernard Laborde | PCF    |
| 2001-     | Sabine Dehez    | PCF    |